# Segun Odegbami
Patrick Olusegun Odegbami, meglio noto come Segun (Abeokuta, 27 agosto 1952), è un ex calciatore nigeriano, di ruolo attaccante.
Ha un fratello minore, Wole, che ha giocato nella Nazionale nigeriana.

## Carriera

### Club
A livello di club, Segun Odegbami ha giocato tutta la carriera nella squadra nigeriana di Ibadan, lo Shooting Stars, da cui si è ritirato nel 1984. Il suo ultimo match è stata la finale di CAF Champions League contro gli egiziani dell'Al-Zamalek.

### Nazionale
Ha giocato con la Nazionale nigeriana 46 partite. Con i suoi 23 goal, è diventato per due volte di fila capocannoniere della Coppa delle Nazioni Africane (1978 e 1980), vincendo l'edizione del 1980, giocata in Nigeria.

## Palmarès

### Club

#### Competizioni nazionali
- Campionato nigeriano: 3

Shooting Stars: 1976, 1980, 1983
- Coppa di Nigeria: 2

Shooting Stars: 1977, 1979

#### Competizioni internazionali
- Coppa delle Coppe d'Africa: 1

Shooting Stars: 1976

### Nazionale
- Coppa d'Africa: 1

Nigeria 1980

### Individuale
- Capocannoniere della Coppa d'Africa: 2

1978, 1980